# Influència dels mitjans de comunicació de masses

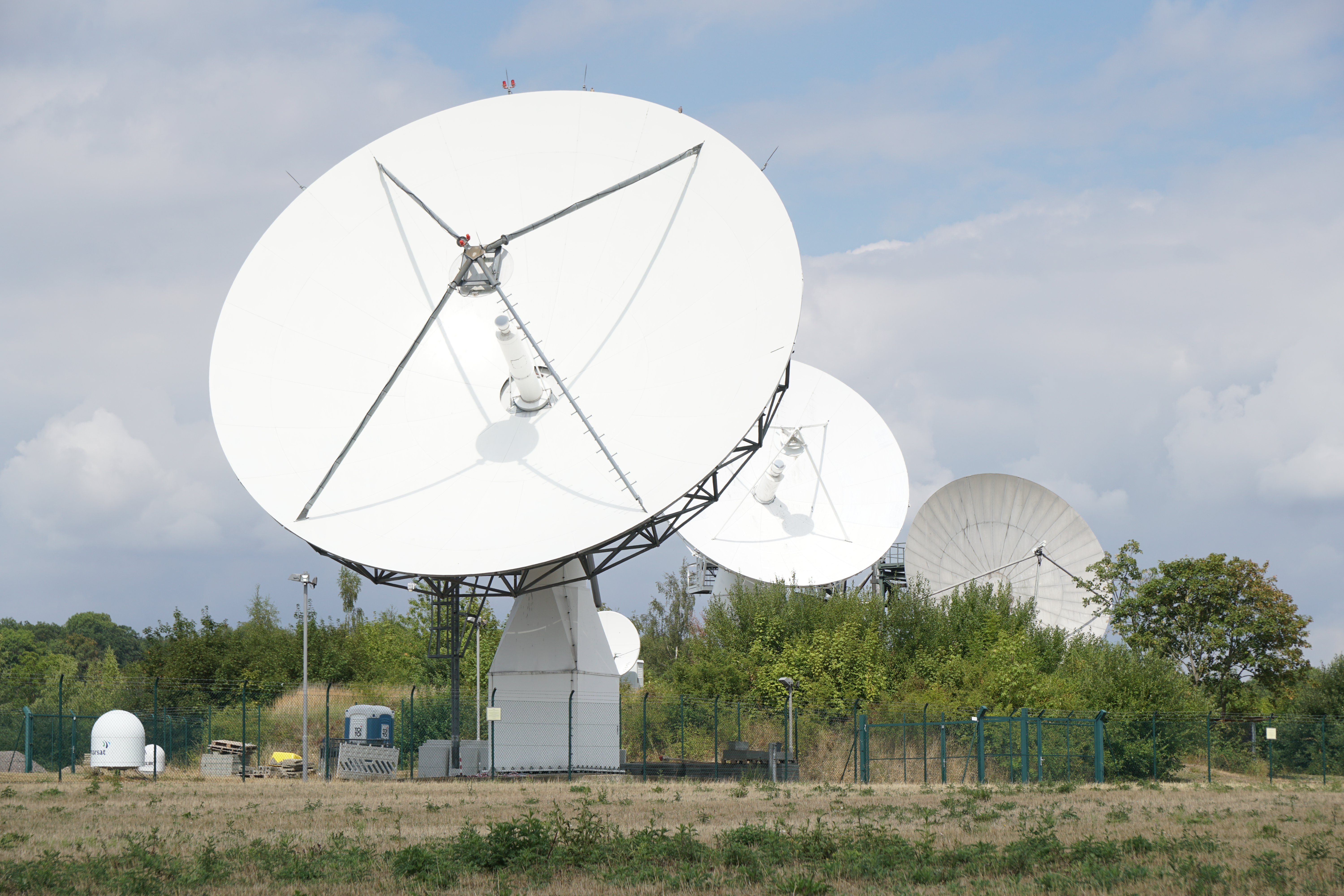
Antenes parabòliques a Schöningen

La influència dels mitjans de comunicació de masses és, en l'estudi dels mitjans de comunicació de masses, la sociologia, la sociologia digital, la psicologia de mitjans i la teoria de la comunicació, la influència i els efectes dels mitjans en la cultura de masses i, per tant, en els pensaments, actituds i comportaments de la societat, tant si es tracta de mitjans escrits, televisats o orals, ja que arriben a una gran audiència. Els mitjans de comunicació de masses o mass media (canals utilitzats per distribuir informació a una àmplia quantitat de persones, sense cap intent de personalització) tenen un paper essencial a l'hora de modelar la cultura contemporània i són un element essencial per a l'estudi d'aquesta cultura.
La influència dels mitjans de masses i/o «l'efecte dels mitjans» (the media effect) afecta diferents aspectes de la vida humana com ara les opinions i creences individuals, l'opció electoral i la ideologia política, o el biaix de desconeixement en un determinat camp o tema específic (a causa de les informacions falses).
La influència dels mitjans ha anat evolucionant i augmentant al llarg dels anys. Atès que a influència dels mitjans en el desenvolupament psicosocial i cognitiu dels infants és forta, és important la seva no sobreexposició i proporcionar-los orientació sobre l'ús adequat dels mitjans (ja sigui la televisió, la ràdio, els videojocs o internet). L'evolució dels mitjans de masses creix en paral·lel a la seva crítica, sobretot en temps de canvi on apareixen noves formes de periodisme, nous formats de mitjans, nous mercats i noves maneres d'abordar els mercats dels mitjans i les noves tecnologies.
La influència dels mitjans és la conseqüència directa dels missatges mediàtics, és a dir, és la resposta i la força real exercida pels missatges mediàtics. Com a resultat es pot produir un canvi o reforç en les creences i pensaments individuals i col·lectius. Aquesta és la base de la teoria de l'aprenentatge social: mostra com algú pot canviar la seva manera de ser o la seva manera de fer les coses en veure com les fa una altra persona. Un exemple seria el següent, una persona fa una publicació a una xarxa social sobre la seva visió política. Més tard veu que una amistat seva discrepa en el que ell pensa. Pot passar que aquella persona canviï la seva opinió per no sentir-se diferent respecte del seu amic.
Moltes persones confien en les xarxes socials i les consideren fonts vàlides sobre l'actualitat. Els efectes dels mitjans són efectes mesurables que sorgeixen arran de la influència dels mitjans o dels missatges mediàtics. El fet que un missatge mediàtic tingui efectes sobre una determinada audiència depèn de diversos factors com la demografia de l'audiència o les característiques psicològiques. Els efectes I conseqüències poden ser positius o negatius, bruscos o graduals, de curta o llarga durada. Així i tot, no tots els efectes produeixen canvis; fins i tot, alguns mitjans enforteixen creences existents o potencien la reflexió. Els investigadors examinen una audiència després de l'exposició als mitjans per a poder detectar canvis en la cognició, les creences les actituds, així com els efectes emocionals, fisiològics i de comportament.
Hi ha diversos estudis acadèmics que aborden els mitjans i els seus efectes definits com «l'impacte social, cultural i psicològic de la comunicació a través dels mitjans de comunicació». Elizabeth Perse va afirmar que els investigadors dels mitjans de comunicació s'encarreguen d'estudiar com controlar, millorar o mitigar l'impacte dels mitjans de comunicació sobre els individus i la societat. Annie Lang va assenyalar que els investigadors dels efectes dels mitjans estudien «quins tipus de contingut i quin tipus de mitjà afecten quines persones i en quines situacions». Marshall McLuhan va destacar en la seva teoria de l'ecologia dels mitjans que «el mitjà és el missatge».

## Esfera pública
La relació existent entre la política i els mitjans de masses té a veure amb el fet que els mitjans de comunicació són una font en la formació de l'opinió pública i en les creences/tendències polítiques. Hi ha persones que es refereixen als mitjans com el «quart poder». Els representants i els partits polítics són curosos amb la seva presència mediàtica i la cobertura pública de les seves aparicions. Els mitjans de comunicació de masses també tenen força influència a les institucions hi poden acabar influint en la legislació. Mitjançant acords amb els mitjans, alguns grups socials tenen la capacitat de difondre un missatge i d'influir en la presa de decisions dels integrants de la societat respecte a temàtiques com la seguretat dels infants, el control d'armes, etc.

## Història
Els estudis dels efectes dels mitjans de comunicació han passat per diverses fases. Sovint, aquestes fases, corresponen amb el desenvolupament de les tecnologies dels mitjans:

### Fase 1. El poder dels efectes dels mitjans
A inicis del segle xx, es van desenvolupar noves tecnologies que afectaven directament els mitjans de comunicació com la ràdio o el cinema. Es va atribuir als mitjans la capacitat de modelar les creences, el coneixement i el comportament dels espectadors (segons el desig i voluntat dels emissors/comunicadors). L'assumpció més evident, en relació amb els efectes dels mitjans, fou que les audiències eren passives i homogènies. Aquesta assumpció no estava basada en una evidència empírica, sinó en suposicions que partien d'estudis de la naturalesa humana. Es van definir dues explicacions que justificaven aquesta percepció dels efectes dels mitjans:
1. Les tecnologies de la comunicació estaven arribant a una gran audiència, fins i tot, arribaven a les llars de famílies de classe mitjana. La velocitat amb la qual es difonia la informació va sorprendre tothom i podria haver enfosquit la percepció de l'audiència sobre qualsevol efecte mediàtic.
2. En temps de guerra es van utilitzar tècniques de propaganda per part de diversos governs. Fou una manera d'unificar la voluntat popular a partir d'una mateixa opinió i visió del món. La reacció a aquesta propaganda serveix per a exemplificar el fort poder dels mitjans sobre la societat.

Les primeres investigacions que es van dur a terme sobre els efectes dels mitjans sovint es van centrar en la segona explicació (en la propaganda), com l'estudi dut a terme per Harold Lasswell l'any 1927.
Pel que fa a l'entorn tecnològic i social, les primeres teories dels efectes dels mitjans afirmaven que els mitjans de comunicació eren poderosos i tenien la capacitat de canviar la societat. La teoria hipodèrmica de la comunicació considera que l'audiència és l'objectiu d'una bala o injecció disparada/administrada des de la pistola/mà dels mitjans. El públic, segons aquesta teoria, no té la capacitat d'evitar o resistir la bala/injecció/.

### Fase 2. Limitacions dels efectes dels mitjans
A la dècada del 1930 la segona fase dels estudis sobre els efectes dels mitjans va confirmar la importància i necessitat d'una investigació empírica i, alhora, va evidenciar la complexitat dels efectes mediàtics i va determinar que aquesta complexitat anava lligada a la naturalesa humana d'una determinada audiència. Els Payne Fund Studies, realitzats als Estats Units d'Amèrica durant aquest període, se centraren en l'efecte dels mitjans en el jovent.
També es troben altres estudis que es van centrar en les tècniques de persuasió i en les possibilitats o usos de la persuasió planificada. Carl Hovland l'any 1949 va dur a terme una sèrie d'estudis per avaluar els efectes que comportava l'adoctrinament, mitjançant pel·lícules, de les milícies estatunidenques. Paul Lazarsfeld, amb l'ajut dels estudis sobre l'efectivitat de les campanyes electorals democràtiques dels seus companys, va elaborar un estudi sobre l'efectivitat de les campanyes polítiques.
Els investigadors van descobrir una creixent evidència empírica de la naturalesa idiosincràtica dels efectes dels mitjans sobre els individus i les audiències. Van identificar diverses variables que intervenien de manera directa com ara atributs geogràfics o factors psicològics i socials. També van determinar diferents comportaments en front l'ús dels mitjans.
Malgrat que la concepció d'un mitjà de comunicació de masses «totpoderós» va diluir-se, això no significar que els mitjans no tinguessin influència o efecte sobre la societat. El que es creia era que l'estructura preexistent de les relacions socials i els contextos culturals eren els que s'encarregaven, realment, de modelar les opinions, les actituds i els comportaments de les persones. I que, els mitjans, simplement funcionaven dins d'aquests complexos processos establerts. Aquesta visió i concepció va tenir un efecte atenuador en els estudis dels efectes mediàtics. Algunes de les teories més representatives i rellevants són:
- Teoria de dues passes (Elihu Katz i Paul Lazarsfeld): discuteix els efectes indirectes dels mitjans, afirmant que les persones es veuen afectades pels mitjans a través de la influència interpersonal dels líders d'opinió.
- Teoria de l'exposició selectiva de Joseph T. Klapper: afirma en el seu llibre The effects of mass communication que les audiències no són objectius passius de cap contingut de comunicació. Sinó que els públics trien de manera selectiva el contingut que s'alinea amb les seves conviccions.

#### Filtres Chomsky

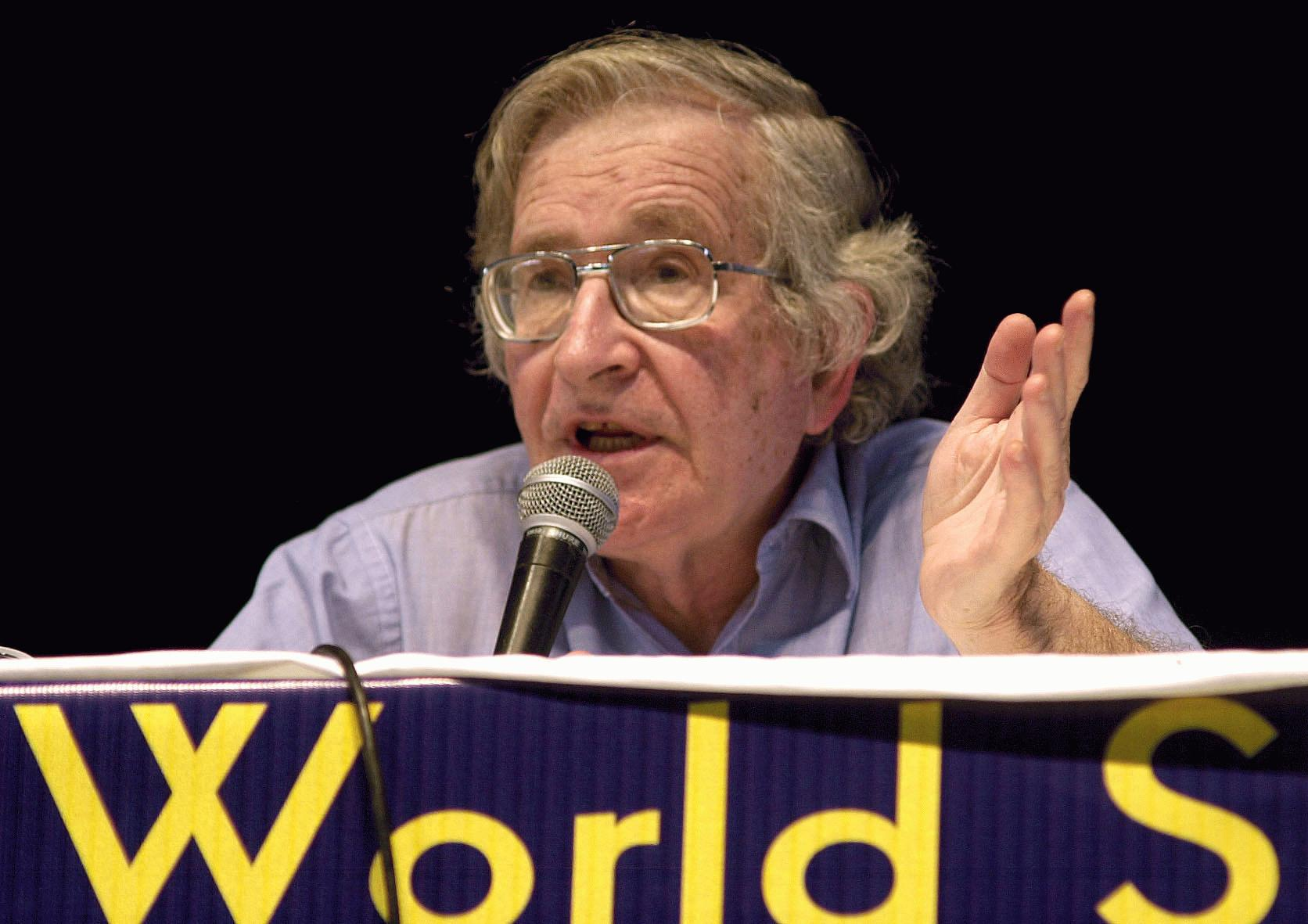
Noam Chomsky al Fòrum Social Mundial el 2003

Noam Chomsky ha establert cinc filtres mitjançant els quals operen els diferents mitjans de comunicació:
- Propietat: les empreses dels mitjans de comunicació són grans corporacions que intenten fer negoci, així que la gran majoria dels seus articles seran aquells que els aportin més beneficis.
- Publicitat: els costos dels mitjans, sovint, són superiors a allò que el lector/espectador/receptor està disposat a pagar. Les grans empreses, a causa d'aquest fet, estan en dèficit. Per combatre aquest dèficit s'utilitzen anuncis. Mentre els mitjans es venen als consumidors (lectors, oients, etc), aquests consumidors, són venuts als anunciats (empreses publicitàries).
- L'elit mediàtica: el periodisme, a causa de la seva naturalesa, no permet una regulació total. Això significa que, de vegades, permet la corrupció de governs, corporacions, i de grans institucions que saben com «jugar i guanyar» dins el sistema.
- Flak: és difícil que un periodista es distanciï d'allò consensuat, ja que el periodista patirà allò que s'anomena flak. El flak són respostes negatives a una declaració o publicació als mitjans. Es tracta d'una paraula alemanya que designava el «foc antiaeri» d'on deriva un nou significat com a «crítica immediata», per exemple flak magazine o flakphoto. Sovint, quan una història/temàtica no s'alinea amb la narrativa del poder aquest intentarà desacreditar les fonts, contradir i anul·lar les publicacions i tractar de distreure els lectors.
- L'enemic comú: la creació d'un enemic comú perquè l'audiència s'hi mostri i manifesti en contra ajuda a unificar l'opinió pública.

### Fase 3. Efectes redescoberts dels mitjans
La teoria dels mitjans de comunicació era limitada i es va veure fortament afectada per l'aparició de noves evidències que reforçaven la idea que els missatges estesos en els mitjans de comunicació poden arribar a afectar la societat.
Kurt Lang i Gladys Engel Lang l'any 1981 van exposar que l'acceptació de la teoria que considerava un efecte mediàtic limitat era errònia i era fruit d'una generalització indeguda. A més, van afegir que l'evidència disponible a finals dels anys 1950 no donava cap mena de justificació plausible per a un veredicte global sobre la importància mediàtica.
A les dècades del 1950 i 1960, l'ús i consum generalitzat de la televisió indicava el seu poder i importància dins la vida social. Els investigadors, en aquella època, s'adonaren que la gran majoria de recerques i estudis anteriors se centraven, únicament, en els efectes immediats o a curt termini. El model anomenat stimuli-reaction introduïa la possibilitat d'efectes profunds i potents a llarg termini. El canvi dels estudis a analitzar els efectes a llarg termini en comptes dels efectes a curt termini va suposar la renovació de la investigació dels efectes dels mitjans. Es va posar més atenció als patrons culturals col·lectius i a les definicions de realitat social, ideologia i comportament institucional. Malgrat que les audiències encara tinguessin control sobre allò que consumien, «la manera com els mitjans seleccionaven, processaven i modelaven el contingut (segons el seu propi criteri) podia tenir una influència directa en la manera en com es rebia i interpretava i, per tant, podia tenir diverses conseqüències a llarg termini». Algunes de les teories més importants són:
- Agenda setting: exposa com la selecció de temes i la freqüència d'informació dels mitjans de comunicació va afectar la importància percebuda de temàtiques específiques en l'audiència pública.
- Enquadrament (framing): evidencia la capacitat dels mitjans de comunicació per a manipular i modificar la interpretació de l'audiència d'un determinar missatge mediàtic. Ho fa mitjançant un control precís dels angles (perspectives), fets, opinions i extensió de la cobertura.
- Knowledge-gap theory («hipòtesi de la bretxa de coneixement»): afirma la influència a llarg termini dels mitjans de comunicació sobre l'estatus socioeconòmic de les persones amb la hipòtesi que «a mesura que augmenta la transmissió d'informació dels mitjans en un sistema social, els estrats d'estatus socioeconòmic més alts tendeixen a adquirir aquesta informació més ràpidament que els estrats d'estatus socioeconòmic més baix. La diferència socioeconòmica és la que causa aquesta bretxa de coneixement i fa que aquesta augmenti en comptes de disminuir».[23]
- Cultivation theory («teoria del cultiu»): a mesura que l'audiència participa en els missatges mediàtics, sobretot a la televisió, aquests missatges afecten i fusionen el món retratat amb el món real.

### Fase 4. Efectes mediàtics negociats
A finals de la dècada del 1970, els investigadors van examinar el rol dels mitjans en la configuració i modelatge de les realitats socials, també conegut com a «constructivisme social». Aquest enfocament avaluava el paper dels mitjans de comunicació en la construcció de significats i la seva correspondència amb la realitat social. En primer lloc, els mitjans donen forma, de manera estructurada i predictible, a la manera com les persones veuen la societat. És a dir, «creen» les imatges que representen la societat. Ja sigui als mitjans informatius o a aquells que proporcionen entreteniment. En segon lloc, les audiències construeixen o modifiquen la seva percepció de la realitat social i el seu paper en ella mitjançant les realitats representades als mitjans. Els individus que formen aquestes audiències poden controlar la seva interacció i interpretació d'aquestes realitats construïdes pels mitjans. Tanmateix, quan els missatges dels mitjans són l'única font d'informació, l'audiència possiblement acceptarà aquelles realitats construïdes pels mitjans. També poden optar per generar/crear/formar la seva realitat social utilitzen altres fonts, com l'experiència personal o l'entorn cultural.
Aquesta fase també va afegir mètodes de recerca qualitatius i etnogràfics als mètodes quantitatius i conductistes existents. A més, diversos projectes van centrar-se en els efectes mediàtics al voltant de la cobertura mediàtica dels moviments socials minoritaris i marginals. El 1992, la recerca de Liesbet van Zoonen va abordar la contribució dels mitjans de comunicació als moviments de dones als Països Baixos.

### Fase 5. Nous entorns mediàtics
A la dècada del 1970 van sorgir noves investigacions que se centraven en els efectes del comportament individual i/o col·lectiu en entorns mediats per ordinadors. El focus es va posar en l'efecte que té la comunicació via ordinadors (CVO) en la interacció interpersonal i grupal. Les primeres investigacions analitzaren les interaccions socials i les impressions que persones que es comunicaven via ordinador tenien de l'altre atenent les limitacions de la comunicació via ordinador com l'anonimat o la manca de senyals no verbals. La primera generació d'investigadors sobre CVO van comparar només el contingut d'internet, és a dir, només «text» existent (per exemple, correus electrònics) amb la comunicació cara a cara. Dos investigadors, Richard Daft i Robert Lengel (1986), van desenvolupar la teoria de la riquesa dels mitjans (media richness theory, en anglès) per poder avaluar l'habilitat dels mitjans de reproduir informació.
L'internet va adoptar àmpliament un ús personal a la dècada del 1990, ampliant els estudis sobre CVO. Teories com el processament d'informació social (Walther, 1992) (en anglès, social information processing) o el model d'identificació/desindividualització social (SIDE, social identification/deindividuation model) (Postmes, 2000) van estudiar els efectes de la CVO mitjançant una comparació amb els efectes de la comunicació cara a cara. Amb l'aparició de continguts dinàmics generats pels usuaris en pàgines web i l'aparició continua de noves xarxes socials els resultats de les investigacions són encara més favorables a l'hora d'analitzar la CVO. Un exemple seria el que van exposar Patti Valkenburg i Jochen Peter l'any 2009 que van desenvolupar una hipòtesi que afectava els adolescents. Aquesta hipòtesi afirmava que les xarxes socials eren utilitzades pels joves, principalment, per a estar en contacte amb llurs amistats que millorava i realçava les relacions. Les noves tecnologies que permeten la CVO estan evolucionant notablement i de manera força ràpida.

#### Model d'efectes basat en les preferències
Els nous mitjans i les tecnologies web (incloses les xarxes socials) estan obligant als estudiosos de la comunicació a repensar els models d'efectes tradicionals. Amb els entorns mediàtics canviants i amb els comportaments en evolució de l'audiència, alguns investigadors plantegen que el paradigma actual per a la investigació dels mitjans utilitza un model d'efectes basat en les preferències. L'entorn de notícies en línia està cada cop més fragmentat i fa coincidir un determinat contingut amb el seu públic en funció de les seves creences i preferències existents. Això està motivat per tres fenòmens diferents:
1. Els mitjans de comunicació s'han anat adaptant cada vegada més cap a públics fragmentats i ideològicament estrets amb la finalitat de crear entorns publicitaris més lucratius.[34]
2. Els individus confien en la informació seleccionada expressament per a ells. Aquesta informació es correspon amb les seves creences prèvies agrupades en fonts personalitzades anomenades «cambres d'eco».[35]
3. Les noves interfícies dels mitjans, com ara els resultats personalitzats dels motors de cerca, condueixen a una adaptació de la informació limitada (tant per l'entrada voluntària com involuntària dels usuaris).[36]

Aquests tres factors poden portar a replantejar-nos els efectes dels mitjans en el nou entorn mediàtic, inclòs el concepte de la «persuasió a mida» (en anglès, tailored persuasion).

## Tipologia
L'ampli ventall dels estudis dels efectes mediàtics suposa un gran repte organitzatiu. Hi ha diferents mètodes per a classificar i fer l'endreça dels diferents efectes:
1. Organització dels efectes segons el tipus de públic al qual van destinats (segons l'objectiu). Parlaríem de dos nivells: nivell individual (micro) o nivell col·lectiu (macro, conjunt del públic).
2. El teòric de la comunicació Denis McQuail va organitzar els efectes en un gràfic.

### Micronivell
Les teories que basen les seves observacions i les seves conclusions en usuaris individuals més que en grups, institucions, sistemes o la societat en general reben el nom de teories de micronivell. Les teories més representatives són:
- Model de versemblança d'elaboració (en anglès, elaboration likelihood model)
- Teoria cognitiva social de la comunicació de masses
- Framing
- Media priming

A nivell micro, els individus poden veure's afectats per sis maneres diferents:
1. Cognitiu: l'efecte més aparent i més fàcil de mesurar; inclou qualsevol informació, significat o missatge nou adquirit mitjançant la dieta mediàtica. Els efectes cognitius amplien l'adquisició de coneixements del passat: els individus poden identificar patrons i combinar diferents fonts d'informació.
2. Creences: una persona no pot validar tots els missatges dels mitjans de comunicació, però pot optar per creure-se'ls, fins i tot sobre esdeveniments, persones, espais/llocs i idees que mai no ha viscut personalment o ha experimentat.
3. Actituds: els missatges dels mitjans (independentment de la seva intenció) sovint desencadenen judicis o actituds sobre els temes presentats.
4. Efecte: fa referència a qualsevol efecte emocional positiu o negatiu sobre una persona a causa de l'exposició als mitjans.
5. Fisiològic: el contingut multimèdia pot desencadenar una reacció física automàtica, sovint manifestada en resposta de lluita, fugida o pupil·les dilatades.
6. Comportaments: els investigadors mesuren la resposta i la mostra evident d'interès d'un individu respecte al contingut dels mitjans. Els investigadors observen qualsevol canvi o reforç en els comportaments de l'individu.[6]

### A nivell macro
Les teories que basen les seves observacions i conclusions en grans grups socials, institucions, sistemes o ideologies reben el nom de teories de nivell macro. Les teories més representatives són:
- Teoria de la bretxa de coneixement
- Comunicació de riscos
- Teoria de l'esfera pública en la comunicació
- Teoria dels efectes limitats (en anglès, limited effects theory)
- El paradigma dominant
- Teoria culturalista

### Tipologia de McQuail

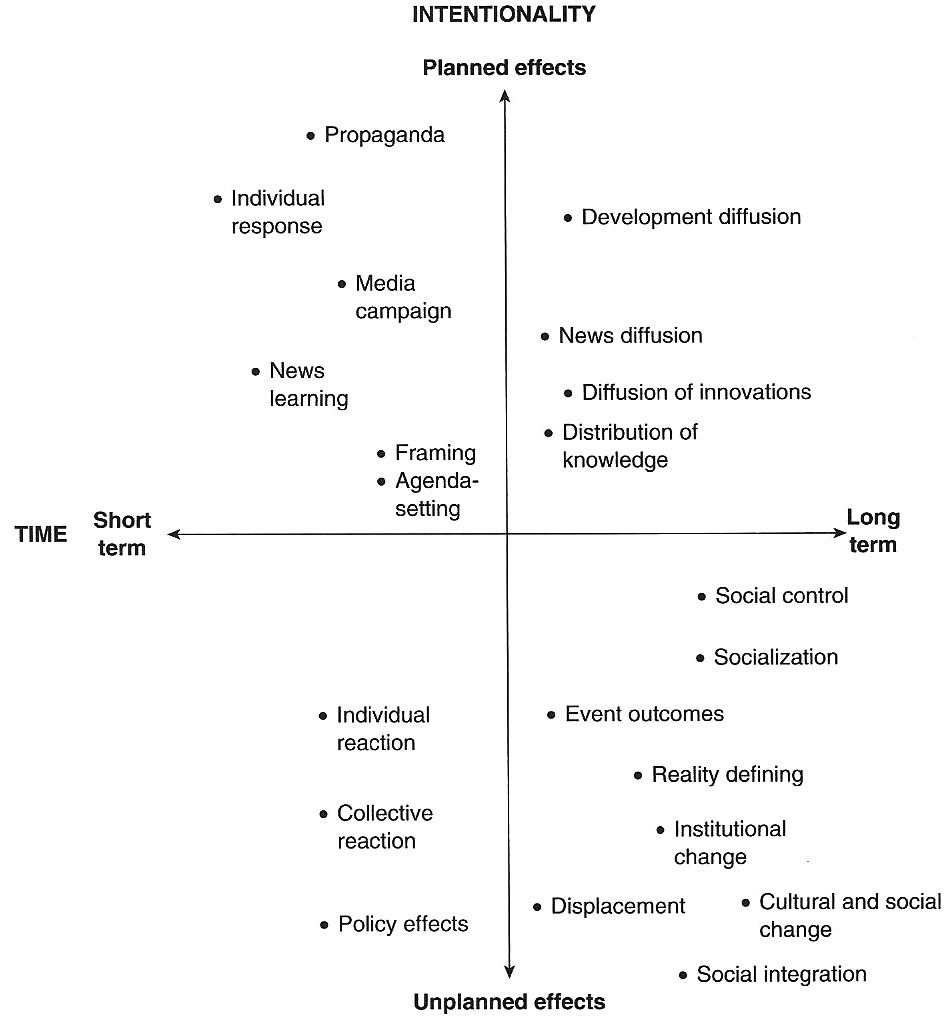
Tipologia d'efectes mediàtics de McQuail (gràfic en anglès)

Denis McQuail és considerat per molts un dels investigadors més influents en el camp dels estudis de la comunicació de masses. McQuail va organitzar els efectes dels mitjans en un gràfic segons dues nocions:
1. La intencionalitat de l'efecte mediàtic (planificat o no)
2. La durada (a curt o llarg termini)

## Teories clau dels efectes dels mitjans

### Efectes dels mitjans a nivell micro
Els següents apartats són exemples d'alguns estudis que se centren en la influència dels mitjans en l'individu:

#### Tercera persona
Les persones sovint creuen (de manera errònia) que elles mateixes són menys susceptibles als efectes mediàtics que altres. Aproximadament la meitat dels individus d'una mostra determinada són susceptibles a patir l'efecte de la tercera persona oblidant i subestimant el grau d'influència sobre ells mateixos. Això pot «proporcionar» als individus la capacitat de queixar-se dels efectes mediàtics sense responsabilitzar-se dels que pateixen ells. Aquesta idea es basa en la teoria de l'atribució. Aquesta teoria expressa que «l'individu acostuma a atribuir les seves pròpies reaccions al món dels objectes, i a les d'un altre, quan aquestes difereixen de les seves o de les seves característiques personals». Tracy Collins Standley l'any 1994 va provar l'efecte de la tercera persona i també la teoria de l'atribució. Va descobrir que sovint les persones oferiran raons circumstancials/situacionals per a justificar l'efecte dels mitjans sobre si mateixes i utilitzaran raons d'inclinació/tendència (basades en la personalitat i ideologia) per a justificar l'efecte dels mitjans sobre els altres.

#### Priming
Aquest concepte deriva d'un model de xarxa usat en la psicologia cognitiva el qual emmagatzema la informació com a nodes agrupats/units amb nodes amb els quals mantenen alguna mena de relació. Quan un node s'activa, els nodes al seu voltant també s'activen. Això s'anomena spreading activation («activació per propagació). El priming («preparació») succeïx quan s'activa un node, fent que els nodes relacionats es preparin per a una possible activació. La intensitat i la quantitat de temps que transcorre des del moment d'activació determinen la força i la duració del priming effect.
En estudiar els efectes dels mitjans, el priming ens demostra com l'exposició als mitjans pot arribar a alterar les actituds, comportaments i creences dels individus. La gran majoria d'estudis sobre violència mediàtica expressen que l'exposició a actes violents pot impulsar als individus a comportar-se d'una manera més agressiva (sobretot, mentre aquesta exposició perdura).

#### Aprenentatge social
Neal Elgar Miller i John Dollard van ser pioners, l'any 1941 en la teoria de l'aprenentatge social. Van descobrir que els individus no necessiten «actuar/representar» un comportament per aprendre'l sinó que poden aprendre mitjançant l'observació. Albert Bandura l'any 1947 va ampliar aquesta noció, afirmant que les audiències poden aprendre comportaments observant personatges ficticis presents en els mitjans.

#### Violència mediàtica
Els efectes de la violència mediàtica sobre els individus s'investiguen des de fa dècades. L'estudi en aquest àmbit va iniciar-se a la dècada del 1920. Els adolescents i els infants són considerats consumidors vulnerables i, sovint, són l'objecte d'aquests estudis. La gran majoria d'estudis sobre violència mediàtica giren entorn de dos mons: la televisió i els videojocs.
L'auge de la indústria cinematogràfica, juntament amb els avenços científics, va estimular el desenvolupament dels Payne Fund Studies, entre d'altres. Malgrat que la part qualitativa ha estat qüestionada, una de les troballes més importants suggeria el següent: hi ha una relació directa entre les pel·lícules que representen adolescents delinqüents i la delinqüència juvenil. El psiquiatre Fredric Wertham, l'any 1954, va proposar que els còmics influenciaven als joves i que potenciaven comportaments carregats de delinqüència, reduïen l'alfabetització i proporcionaven falses cosmovisions. Aquestes idees van quedar recollides al seu llibre Seduction of the innocent. Aquesta investigació va ser considerada massa informal i insuficient a l'hora de proporcionar un veredicte clar. Un estudi recent proposa que la informació es va tergiversar i, fins i tot, es va falsificar. Aquest fet va provocar una gran protesta pública que va fer tancar moltes revistes de còmics. L'omnipresència de la televisió als anys 1950 va generar moltes més preocupacions. Els efectes del comportament inclouen:
1. La desinhibició: aquesta teoria expressa que l'exposició a la violència als mitjans legitima l'ús de violència a les nostres vides. Un estudi va demostrar que els homes que havien estat exposats a pornografia violenta sovint es comportaven d'una manera violenta amb les dones en situacions sexuals.[42]
2. La imitació: expressa que els individus possiblement aprendran i adquiriran comportaments violents dels personatges televisius (personatges ficticis/reals mostrats als mitjans). El Bobo doll experiment[43] d'Albert Bandura (juntament amb la seva recerca en altres camps) sembla indicar una correlació/relació entre allò que es veu amb allò que es fa.[44]
3. La dessensibilització: el «costum» a la violència (mitjançant l'exposició a aquesta a través dels mitjans) sovint acaba afectant de manera directa a la vida de les persones.[44] La dessensibilització s'ha convertit en un gran problema per al cinema de Hollywood, sobretot quan es representen crims. És fàcil que els productors de cinema quedin atrapats en el desig d'assolir una pel·lícula artística i que «s'oblidin» de la seva audiència i dels horrors que estan mostrant a la pantalla.[45]